# Dinera femoralis
Dinera femoralis är en tvåvingeart som först beskrevs av Fritz Isidore van Emden 1947.  Dinera femoralis ingår i släktet Dinera och familjen parasitflugor. Inga underarter finns listade i Catalogue of Life.